# Exoneura tasmanica
Exoneura tasmanica är en biart som beskrevs av Rayment 1930. Exoneura tasmanica ingår i släktet Exoneura och familjen långtungebin. Inga underarter finns listade i Catalogue of Life.